# Processamento direto
Processamento direto (inglês: straight-through processing (STP)) é um processamento de informações contínuo e totalmente automatizado. Os dados primários podem ser gerados tanto por sistemas automáticos quanto por entrada manual, mas sua transmissão e processamento subsequentes são totalmente automáticos.
Em um sentido mais restrito, a tecnologia STP pressupõe que a corretora atua como um intermediário automático entre os clientes e o mercado externo. Os pedidos dos clientes são encaminhados automaticamente para realização de transações no mercado externo ou para uma grande contraparte.

## Transações
O STP foi desenvolvido para negociação de ações no início da década de 1990 em Londres para processamento automatizado nos mercados de ações.
No passado, a realização de pagamentos sempre exigia trabalho manual. O processo geralmente levava várias horas. Além disso, a intervenção humana adicional levava a um maior risco de erros.
Com a ajuda do STP, transações com dinheiro ou valores mobiliários podem ser processadas e concluídas no mesmo dia.
Os pagamentos ainda podem não ser STP devido a vários motivos.

## Vantagens
Quando totalmente implementado, o STP pode beneficiar os gestores de ativos com ciclos de processamento mais curtos, redução do risco de liquidação e menores custos operacionais.
Alguns analistas do setor acreditam que a automação de 100% é uma meta inatingível. Em vez disso, eles promovem a ideia de elevar os níveis internos de STP dentro da empresa, incentivando grupos de empresas a trabalhar em conjunto para melhorar a qualidade da automação de informações transacionais entre si, seja em uma base bidirecional ou como uma comunidade de usuários (STP externo). Outros analistas, no entanto, acreditam que o STP será alcançado com o advento da interoperabilidade dos processos de negócios.